# نورمان جاكوبسون
نورمان جاكوبسون (بالإنجليزية: Norm Jacobson)‏ هو لاعب دوري الرغبي أسترالي، ولد في 31 أكتوبر 1917 في Parramatta ‏ في أستراليا، وتوفي في 13 يناير 1994 في آير ‏ في أستراليا.